# Voith Maxima

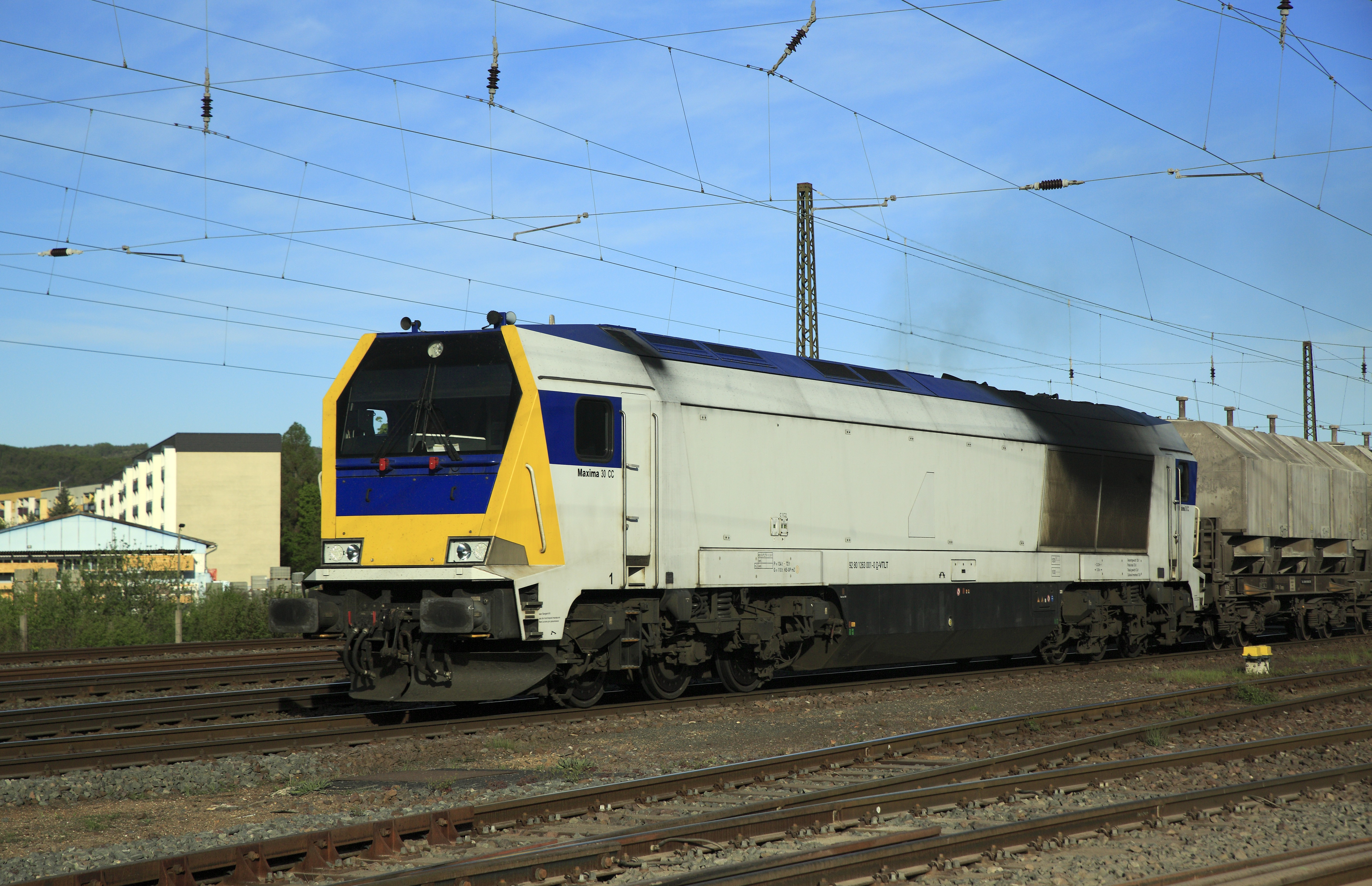
Maxima 30CC 1263 001

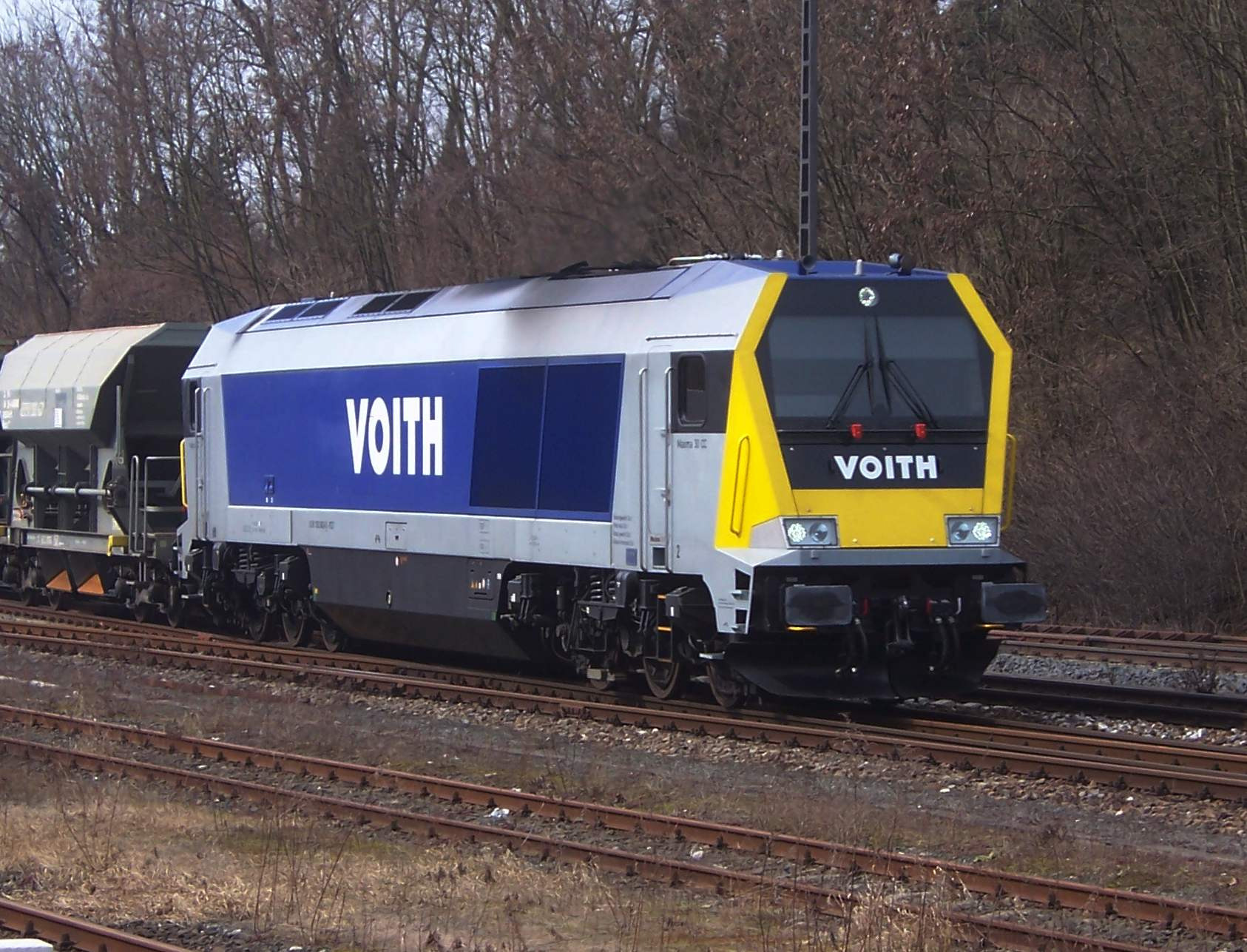

Voith Maxima 30 CC/40 CC – rodzina towarowych lokomotyw z silnikiem Diesla. Wyprodukowano 19 lokomotyw.

## Historia
Od lat 30. XX wieku Voith głównie dostarczał komponenty do przemysłu kolejowego, głównie przekładnie hydrauliczne. W latach dziewięćdziesiątych opracował przekładnię LS 640 reU2 która miała być montowana w ciężkich lokomotywach Vossloh. Lokomotywy te nie były jednak budowane z powodu przejęcia przez Deutsche Bahn lokomotyw BR132 po połączeniu NRD i RFN. Ze względu na niepewną sytuację z Vossloh, Voith zaprojektował i zbudował swoją pierwszą własną lokomotywę.
Pierwsza lokomotywa była wyprodukowana w 2006 roku i w tym samym roku zaprezentowana na targach InnoTrans.
W 2007 roku lokomotywa zdobyła Red Dot Design Award, stanowiącą międzynarodową nagrodę w dziedzinie wzornictwa.
Na targach InnoTrans w 2008 roku z powodu przetargu DB ogłoszono konstrukcję lokomotywy 20BB, jednak nie doszło do jej budowy.
23 grudnia 2008 roku lokomotywa została dopuszczona do ruchu w Niemczech przez EBA. Oprócz Niemiec lokomotywy były homologowane w innych krajach: w Polsce, Holandii, Belgii, Szwecji, Danii, Norwegii, Francji i w Czechach.
Firma podpisała z Czeskim producentem taboru kolejowego LOSTR a.s. umowę licencyjną na produkcję lokomotyw Maxima, jednak żadna nie została wyprodukowana.

## Konstrukcja
Pudło lokomotywy powstało w całości ze stali. Spalinowóz posiada dwie znormalizowane klimatyzowane kabiny maszynisty, w których znajdują się: fotele maszynisty i pomocnika, ergonomiczny pulpit i wyposażenie socjalne. Lokomotywę napędza czterosuwowy silnik spalinowy ABC 16VDZC o mocy 3600 kW lub ABC 12VDZC o mocy 2750 kW. Poprzez zastosowanie przekładni LS640 reU2 z turbosprężaniem jest możliwe wykorzystanie właściwości trakcyjnych pojazdu oraz kontrola każdego z wózków, co minimalizuje poślizg. W pojeździe zastosowano hamulce pneumatyczne Oerlikona oraz hamulce elektrodynamiczne.

## Modele
Voith oferował 2 warianty tej lokomotywy: najmocniejsza wersja to Maxima 40CC o mocy 3600 kW, przeznaczona dla operatorów ciężkich pociągów towarowych o masie do 3000 ton. Słabsza wersja Maximy- 30CC o mocy 2750 kW, przeznaczona jest głównie dla przewoźników prowadzących pociągi towarowe do 2500 ton lub przewoźników pasażerskich. Lokomotywy montowano w zakładach przy Kanale Kilońskim w Kilonii

## Eksploatacja
| Państwo     | Właściciel                               | Liczba        |
| ----------- | ---------------------------------------- | ------------- |
| Maxima 30CC |                                          |               |
| Niemcy      | Voith                                    | 3             |
| Niemcy      | Schienen Güter Logistik                  | 1             |
| Niemcy      | Structured Lease                         | 1             |
| Czechy      | Railco                                   | 1             |
| Maxima 40CC |                                          |               |
| Niemcy      | STOCK -Transport-                        | 2             |
| Niemcy      | Eisenbahn- und Hafenbetriebsgesellschaft | 1             |
| Niemcy      | Starkenberger Mobilien                   | 1             |
| Niemcy      | Schienen Güter Logistik                  | 2             |
| Niemcy      | Nordic Rail Service                      | 1             |
| Niemcy      | Wiebe Logistik                           | 1             |
| Niemcy      | Voith                                    | 1             |
| Polska      | Rail STM                                 | 4             |
| Źródło:     | Źródło:                                  | [ 10 ] [ 11 ] |

### Holandia i Niemcy

#### Ox-traction
Holenderska firma leasingowa z udziałami Voith miała otrzymać 15 lokomotyw Maxima 40CC i 15 lokomotyw Maxima 30CC oraz miała umowę ramową na kolejne 23 lokomotywy. Pierwsza z lokomotyw została dostarczona w kwietniu 2009 roku i została wynajęta dla firmy LOCON.
W sierpniu 2010 roku firma zakończyła działalność. W związku z tym nie wszystkie lokomotywy zostały wyprodukowane. Lokomotywy zostały przekazane do wynajmu przez Voith. 

#### HVLE
Niemiecki przewoźnik zamówił dwie lokomotywy 40CC. Pierwsza została dostarczona w kwietniu 2009 roku, a druga w kwietniu 2010 roku. Po upadku Ox-traction firma kupiła kolejne 8 lokomotyw. Po zakupie lokomotyw Stadler Eurodual firma sprzedała część własnych lokomotyw między innymi do Polski.

### Polska

#### Lotos Kolej
Lokomotywa Maxima 40CC o oznaczeniu 264 002 była testowana przez Lotos Kolej w latach 2009-2010.

#### NBE Rail
Lokomotywy były ponownie eksploatowana w Polsce w latach 2012-2013. Jeździły głównie z kruszywem z Niemiec. Przewoźnik po realizacji kilku kontraktów zakończył działalność.

#### Rail STM
Pierwsze dwie lokomotywy firma kupiła marcem 2022 roku od firmy HVLE. Są one oznaczone numerami 264 007 i 264 008. Kolejne dwie o numerach 264 004 oraz 264 012 kupiła w styczniu kolejnego roku. Lokomotywy nie zostały przemalowane w barwy przewoźnika.